# Roberto Visconti (politico)
Roberto Visconti (Salerno, 12 giugno 1930 – Salerno, 5 maggio 2019) è stato un politico e architetto italiano, senatore del PCI per due legislature dal 1983 al 1992.

## Biografia
Laureato in architettura, Visconti militò nel Partito Comunista Italiano e venne eletto senatore per la prima volta nel 1983. Appena insediato, entrò a far parte della Commissione parlamentare per i lavori pubblici fino a diventare membro della Commissione per i provvedimenti e gli interventi susseguitisi a seguito del terremoto che colpì gran parte della Campania e della Basilicata nel 1980. Venne rieletto senatore nel 1987 e nominato membro della Commissione d'inchiesta sui medesimi eventi sismici.
Concluso il mandato da senatore, si ritirò a vita privata nella sua città natale, dove visse fino alla morte, avvenuta il 5 maggio 2019 all'età di 88 anni.